# 保山县
保山县，中国旧县名。
明朝嘉靖三年（1524年）置，治所在今云南省保山市永昌镇。为永昌军民府治。1913年改永昌县，1914年复为保山县。1950年后，先后隶属保山专区、德宏傣族景颇族自治区、德宏傣族景颇族自治州、保山地区。1983年撤销，改设保山市（县级）。